# Ja'el German
Ja'el German, s přechýlením Ja'el Germanová (hebrejsky יעל גרמן, narozena 4. srpna 1947 Haifa), je izraelská politička a poslankyně Knesetu za stranu Ješ atid. V letech 2013 až 2014 zastávala funkci ministryně zdravotnictví v izraelské vládě.

## Biografie
Narodila se a vyrůstala v Haifě. Její rodiče se do tehdejší britské mandátní Palestiny přistěhovali ve 30. letech 20. století. Otec byl původem z Rumunska, matka z Polska. Původně byla členkou levicové strany Merec. Od roku 1998 působila jako starostka města Herzlija, které patří mezi nejbohatší izraelská města. Je vdaná, má dvě dětí. Na funkci starostky rezignovala krátce před parlamentními volbami v lednu 2013.
Ve volbách v roce 2013 byla zvolena do Knesetu za stranu Ješ atid. Následně byla jmenována ministryní zdravotnictví v třetí Netanjahuově vládě. Na svou funkci rezignovala v prosinci 2014 poté, co premiér Netanjahu odvolal ministra financí Ja'ira Lapida, toho času rovněž předsedu Ješ atid.
Mandát poslankyně obhájila ve volbách v roce 2015.